# Тадеуш Кондрусевич
Таде́уш Кондрусе́вич (біл. Тадэвуш Кандрусевіч, пол. Tadeusz Kondrusiewicz, рос. Фаддей Игнатьевич Кондрусевич; нар. 3 січня 1946, Одельськ Гродненського району Гродненської області, Білорусь) — католицький архієпископ-митрополит Мінсько-Могильовський з 21 вересня 2007 по 3 січня 2021 року. В 2002—2007 очолював архідієцезію Матері Божої з центром в Москві.

## Біографія
Народився 3 січня 1946 року в селі Одельськ Гродненського району Гродненської області (Білорусь).
- Навчався на фізико-математичному факультеті Гродненського педагогічного інституту, з якого пішов через звинувачення в регулярному відвідуванні церкви.
- В 1970 р. закінчив Ленінградський політехнічний інститут (енергомашинобудівний факультет) (з відзнакою).
- В 1981 р. — Каунасську духовну семінарію (з відзнакою).
- В 1985 р. отримав ступінь ліценціата богослов'я
- В 1988 р. захистив дисертацію на здобуття наукового ступеня доктора богослов'я.
- 1970—1976 рр.. — Працював інженером на Вільнюському заводі шліфувальних верстатів. У складі групи інженерів винайшов спеціальний високошвидкісний шліфувальний верстат для Волзького автозаводу.
- 31 травня 1981 року був рукоположений у священики.
- 1981 — 1986 рр.. — Вікарій в храмі св. Терези в Вільнюсі і в каплиці Божої Матері Милосердя.
- 1986 — 1987 рр.. — Вікарій парафії Божої Матері Кармелітській (м. Друскінінкай, Литва).
- 1987 — 1988 рр.. — Вікарій парафії Святого Духа (м. Вільнюс).
- З 13 лютого 1988 р. — настоятель парафій Божої Матері Ангельської і св. Франциска Ксаверія (м. Гродно).
- 25 липня 1989 р. Папою Іваном Павлом II призначений титулярним єпископом Іппон-Зарітським (10 травня 1989 — 11 лютого 2002) і апостольським адміністратором Мінської дієцезії.
- 13 квітня 1991 р. призначений архієпископом, апостольським адміністратором для католиків латинського обряду Європейської частини Росії (з 1999 р. — для католиків латинського обряду півночі Європейської частини Росії).
- 1994—1999 рр.. — Член Конгрегації східних церков (Ватикан).
- З 1995 р. — член Ради із взаємодії з релігійними об'єднаннями при Президенті Російської Федерації.
- 1996—2001 рр.. — Член Папської Ради з питання пасторство служби охорони здоров'я (Ватикан).
- З 2 березня 1999 р. по 2005 р. — голова Конференції католицьких єпископів Російської Федерації.
- 11 лютого 2002 р., коли апостольська адміністратура була зведена в ранг архідієцезії з назвою «архідієцезія Матері Божої (з центром) в Москві» — (лат. Archidioecesis Moscoviensis Matris Dei) — призначений її ординарієм, архієпископом-митрополитом.
- Станом на 2007 рік є членом Папської ради «Справедливість і мир» і членом Конгрегації у справах духовенства.
- 30 червня 2011 року призначений[1] апостольським адміністратором Пінської дієцезії замість кардинала Казимира Свентек.

Під час Протестів у Білорусі 2020 фактично став підтримувати мітингарів, заявивши, що «Нове покоління хоче жити по-новому». 31 серпня його не пропустили на територію Білорусі, а Лукашенко заявив, що Кондрусевич виконує «завдання Польщі». 14 вересня стало відомо про невизнання з боку Держприкордонслужби Республіки Білорусь паспорта громадянина Білорусі Кондрусевича Тадеуша. Генеральний вікарій Мінсько-Могильовської архиєпархії Католицької церкви Білорусі єпископ Юрій Кособуцький заявив, що в Республіці Білорусь відбувається переслідування церкви. Пізніше Конференція католицьких єпископів Білорусі констатувала, що заборона на в'їзд в Республіку архієпископу Тадеушу Кондрусевичу суперечить чинному законодавству Республіки Білорусь.
3 січня 2021 року, в день 75-річчя Митрополита Тадеуша Кондрусевича, Папа Римський Франциск прийняв його зречення і одночасно призначив Апостальським Адміністратором sede vacante Мінсько-Могильовської митрополичої катедри Казиміра Великосельця титулярного єпископа Бланда Юлії і помічника Пінської дієцезії.

## Нагороди
- Почесний Конвентуальний капелан Великого хреста Мальтійського ордена — Cappellano Gran Croce Conventuale «ad honorem» (2009)[8][9]
- Медаль «У пам'ять 300-річчя Санкт-Петербурга»[10]
- Нагрудний знак «200 років МВС Росії»[11]
- «Doctoratum in Sacra Teologia, honoris causa», St. Mary's Seminary and University, Baltimore (USA), 2.03.1993.
- «Doctor of Humane Letters, honoris causa», Catholic University of America, Washington (USA), 8.03.1993.
- Почесна медаль імені святого брата Альберта (Варшава, Польща, 2008 рік) — за пастирську, благодійну та екуменічну діяльність[12]